# Tom Van den Bosch
Tom Van Den Bosch (né le 6 mai 1985 à Rumst) est un coureur cycliste belge, spécialiste du cyclo-cross.

## Palmarès en cyclo-cross
- 2002-2003
  - 3e du championnat de Belgique de cyclo-cross juniors
- 2005-2006
  -  Médaillé de bronze du championnat du monde de cyclo-cross universitaire
- 2008-2009 
  - 3e du championnat de Belgique de cyclo-cross élites sans contrat
- 2009-2010
  - Internationales Radquer Steinmaur, Steinmaur
  - Grand Prix Julien Cajot, Leudelange
- 2010-2011
  - Cyclo-cross International Ciudad de Valencia, Valence
- 2011-2012
  - Charm City Cross 2, Baltimore